# Momordica cabrae
Momordica cabrae är en gurkväxtart som först beskrevs av Célestin Alfred Cogniaux, och fick sitt nu gällande namn av Charles Jeffrey. Momordica cabrae ingår i släktet Momordica och familjen gurkväxter. Inga underarter finns listade i Catalogue of Life.